# Erlon de Souza Silva
Erlon de Souza Silva (Cubatão, 23 de junio de 1991) es un deportista brasileño que compite en piragüismo en la modalidad de aguas tranquilas.
Participó en dos Juegos Olímpicos de Verano en los años 2012 y 2016, obteniendo una medalla de plata en Río de Janeiro 2016 en la prueba de C2 1000 m.  En los Juegos Panamericanos consiguió dos medallas de plata en los años 2011 y 2015.
Ganó cuatro medallas en el Campeonato Mundial de Piragüismo entre los años 2014 y 2019.

## Palmarés internacional
| Juegos Olímpicos     | Juegos Olímpicos            | Juegos Olímpicos  | Juegos Olímpicos |
| Año                  | Lugar                       | Medalla           | Competición      |
| -------------------- | --------------------------- | ----------------- | ---------------- |
| 2016                 | Río de Janeiro (Brasil)     | Medalla de plata  | C2 1000 m        |
| Campeonato Mundial   |                             |                   |                  |
| Año                  | Lugar                       | Medalla           | Competición      |
| 2014                 | Moscú (Rusia)               | Medalla de bronce | C2 200 m         |
| 2015                 | Milán (Italia)              | Medalla de oro    | C2 1000 m        |
| 2018                 | Montemor-o-Velho (Portugal) | Medalla de oro    | C2 500 m         |
| 2019                 | Szeged (Hungría)            | Medalla de bronce | C2 1000 m        |
| Juegos Panamericanos |                             |                   |                  |
| Año                  | Lugar                       | Medalla           | Competición      |
| 2011                 | Guadalajara (México)        | Medalla de plata  | C2 1000 m        |
| 2015                 | Toronto (Canadá)            | Medalla de plata  | C2 1000 m        |